# Cẩm Tây
Cẩm Tây là một phường thuộc thành phố Cẩm Phả, tỉnh Quảng Ninh, Việt Nam.
Phường Cẩm Tây có diện tích 4,98 km², dân số năm 1999 là 7824 người, mật độ dân số đạt 1571 người/km².